# Norbert Totschnig
Norbert Totschnig (ur. 6 czerwca 1974 w Lienzu) – austriacki polityk, działacz organizacji rolniczych, od 2022 minister w rządzie federalnym.

## Życiorys
Kształcił się w szkole specjalizującej się w obróbce metali, odbył następnie służbę wojskową. W 2001 ukończył studia ekonomiczne na Uniwersytecie Leopolda i Franciszka w Innsbrucku. Zaangażował się w działalność polityczną w ramach Austriackiej Partii Ludowej. Był m.in. współpracownikiem europosłanki Agnes Schierhuber. W latach 2002–2007 zajmował stanowisko sekretarza generalnego zrzeszenia młodych rolników. W latach 2009–2011 pełnił funkcję kierownika biura Österreichischer Bauernbund, organizacji rolniczej afiliowanej przy ÖVP. Później pracował we frakcji parlamentarnej partii, a także jako konsultant wicekanclerzy Michaela Spindeleggera i Reinholda Mitterlehnera. W 2017 mianowany dyrektorem Österreichischer Bauernbund, pełnił tę funkcję do 2022.
W maju 2022 dołączył do rządu Karla Nehammera, zastępując w nim Elisabeth Köstinger na funkcji ministra rolnictwa, spraw regionalnych i turystyki. W lipcu 2022 w wyniku zmian struktury resortów przeszedł na urząd ministra rolnictwa, leśnictwa, spraw regionalnych i gospodarki wodnej.
W wyborach w 2024 uzyskał mandat deputowanego do Rady Narodowej. Pozostał na dotychczasowej funkcji rządowej w powołanym w marcu 2025 gabinecie Christiana Stockera. W kwietniu 2025 w wyniku zmian struktury resortów powierzono mu dodatkowo sprawy ochrony klimatu i środowiska.